# Парк Казачьей славы
Парк Каза́чьей сла́вы — парк, расположенный в районе Лефортово Юго-Восточного административного округа Москвы.

## Происхождение названия
Парк был торжественно открыт 10 августа 2013 года. В парке установлена скульптурная композиция, посвящённая донскому атаману М. И. Платову. Авторы памятника — архитектор А. С. Шапин, скульптор К. Р. Чернявский изобразили бравого атамана, который как будто спустился с коня и приостановился, чтобы почтить память павших казаков-героев.
Парк Казачьей славы представляет собой зелёную территорию с пешеходной зоной. К моменту открытия в парке установили несколько фонтанов, разбили клумбы и высадили цветы, заменили плиточное покрытие и облагородили газоны, а также установили новые скамейки.            Созданы детская, спортивная площадки, оборудована сцена для проведения творческих мероприятий. Парк занимает территорию в 3,5 гектара.
Прежде это был сквер и официального названия не имел.

## Расположение
Парк расположен в квартале между Красноказарменной улицей, Первым Краснокурсантским проездом и Танковым проездом, к северу от Площади Проломная Застава, напротив Краснокурсантской площади. 
К югу от парка расположен сквер Гужона, к северу расположен памятник лётчикам авиаполка «Нормандия-Неман».
Занимает территорию в 3,5 гектара.